# Sông Lam Nghệ An FC
El Câu lạc bô Bóng đá Sông Lam Nghệ An (Sông Lam Nghệ An Football Club) es un equipo de fútbol de Vietnam que milita en la V-League, la máxima competición a nivel de clubes en el país.
Fue fundado en 1979 en la ciudad de Vinh.

## Palmarés
- V-League: 3

1999-00, 2000-01, 2011
- Copa de Vietnam: 2

2002, 2010
- Super Copa de Vietnam: 4

2000, 2001, 2002, 2011

## Participaciones en competiciones de la AFC
- Liga de Campeones de la AFC: 2 apariciones

2000–01 - Primera ronda
2001–02 - Descalificado en la Primera ronda
- Copa de la AFC: 2 apariciones

2011 - Octavos de final
2012 - Fase de grupos
| Temporada | Competición                 | Ronda            |                         | Club               | Casa          | Visita |
| --------- | --------------------------- | ---------------- | ----------------------- | ------------------ | ------------- | ------ |
| 2000–01   | Liga de Campeones de la AFC | Primera ronda    | Bandera de Indonesia    | PSM Makassar       | 1-4           | 0-0    |
| 2001–02   | Liga de Campeones de la AFC | Primera ronda    | Bandera de Sri Lanka    | Saunders SC        | Descalificado |        |
| 2011      | Copa de la AFC              | Fase de grupos   | Bandera de Hong Kong    | TSW Pegasus FC     | 1-2           | 3-2    |
|           |                             | Fase de grupos   | Bandera de las Maldivas | VB Sports Club     | 4-2           | 3-1    |
|           |                             | Fase de grupos   | Bandera de Indonesia    | Sriwijaya F.C.     | 4-0           | 1-3    |
|           |                             | Octavos de final | Bandera de Indonesia    | Persipura Jayapura | 1-3           |        |
| 2012      | Copa de la AFC              | Fase de grupos   | Bandera de Malasia      | Terengganu         | 0-1           | 2-6    |
|           |                             | Fase de grupos   | Bandera de Singapur     | Tampines Rovers    | 3-0           | 0-0    |
|           |                             | Fase de grupos   | Bandera de Hong Kong    | Kitchee            | 1-0           | 0-2    |

## Entrenadores
| Nombre            | Nacionalidad       | Periodo       | Logros |
| ----------------- | ------------------ | ------------- | ------ |
| Nguyễn Thành Vinh | Bandera de Vietnam | 1980-04       |        |
| Nguyễn Văn Thịnh  | Bandera de Vietnam | 2004-05       |        |
| Nguyễn Hữu Thắng  | Bandera de Vietnam | 2005-05       |        |
| Nguyễn Quang Hải  | Bandera de Vietnam | 2005-06       |        |
| Hà Thìn           | Bandera de Vietnam | 2006-07       |        |
| Nguyễn Quang Hải  | Bandera de Vietnam | 2007-07       |        |
| Nguyễn Văn Thịnh  | Bandera de Vietnam | 2007-09       |        |
| Nguyễn Hữu Thắng  | Bandera de Vietnam | 2009-presente |        |